# 塩化ストロンチウム (89Sr)
塩化ストロンチウム (89Sr)（えんかストロンチウム89、Strontium-89 chloride）は、β線を放出する放射性医薬品であり、固形癌の骨転移巣の疼痛緩和に用いる医薬品である。商品名メタストロン。日本では2007年7月に承認された。1バイアル（3.8mL）中にストロンチウム89（89Sr）を141MBq（検定時点）含有する。投与量は1回当り2.0MBq/kg（体重）である。
2019年2月、製造原料である88Srの入手が困難になったため、製造販売が終了した。

## 効能・効果
「固形癌患者における骨シンチグラフィで陽性像を呈する骨転移部位の疼痛緩和」について承認されている。骨転移部位の腫瘍に対する治療や骨転移に伴う骨折の予防・治療などには効果がない。効果の出現は比較的緩慢で、投与後1〜2週間後から徐々に表れる。

## 副作用
重大な副作用として、骨髄抑制（血小板減少（14.4%）、白血球減少（13.3%）、貧血（8.9%））が知られている。
そのほか、治験で見られた副作用（計：51.1%）には、火照り（8.9%）、骨痛増加（7.8%）などがある:29。

## 作用機序
ストロンチウムは周期表でカルシウムと同族（アルカリ土類金属）であり、ヒトの体内ではカルシウムと同様に振る舞う。89Srは悪性腫瘍の骨転移部位の疼痛を緩和する89Sr骨代謝の活発な部位に取り込まれ、β線を放出して周囲の細胞のDNAや蛋白質などを破壊してアポトーシスを誘導し、サイトカインの放出を抑制して痛みを和らげ、さらに骨病変の神経圧迫を取り除き、骨膜の展伸を緩和する効果を持つ。89Srでの治療は特に、ホルモン治療抵抗性前立腺癌の患者で効果が高く、麻薬性鎮痛薬の使用量、次回放射線治療までの期間、腫瘍マーカーの低下をもたらした。
89Srは人工放射性同位体であり、有痛性の骨転移のある癌患者では問題となっている骨転移部位（すなわち骨代謝が最も盛んである部位）に選択的に集積して直接β線を照射する。89Srは投与後血中から急速に消失し、投与8時間後の血中濃度は約5%であった。腫瘍の骨転移部位には投与量の3%前後が取り込まれ、10日程度でプラトーに達したあと、緩徐に減少した。正常骨では投与後24時間で最大に達したあと、速やかに消失した。89Srは主に尿中に排泄される。